# 大品山
大品山（おおしなやま）は、飛騨山脈（北アルプス）立山連峰にある標高1,425mの山である。富山県富山市に属する。

## 概要
立山連峰の主稜線からやや離れた位置にあり、山頂からは富山市内と近くにある山を一望することができる。
3kmほど北に富山地方鉄道立山駅がある。そこから徒歩30分ほどの距離にある立山山麓スキー場らいちょうバレーエリアでは夏季もゴンドラリフトを運行しており、登山に利用できる。

## 登山ルート
- 立山山麓スキー場 - ゴンドラ山頂駅 - 瀬戸蔵山 - 大品山
- あわすのスキー場 - 竜神の滝 - 瀬戸蔵山 - 大品山
- あわすのスキー場 - 貯水池 - 大品山

## 周辺の山小屋
スキー場周辺には通年営業のロッジやペンション・民宿などがある。

## 近隣の山
- 鍬崎山
- 瀬戸蔵山